# Obléhání Brna (1643)
První obléhání Brna švédskými jednotkami generála Lennarta Torstensona proběhlo v období od 1. září do 9. září 1643.  

## Průběh obléhání
1. září 1643 přitáhly k Brnu švédské jednotky generála Lennarta Torstensona, které se rozložily na výšinách u Slatiny, jež od té doby  nesou název Švédské valy (též Švédské šance). Během toho dne přední oddíly vydrancovaly jihovýchodní předměstí Brna. Na rozkaz městského velitele, plukovníka Schönkircha, zapálili z obranných důvodů 4. září 1643 obyvatelé města zbytek předměstí „U mýta“ (Mauthbrunn – Křenová ulice) a „V Jirchářích“ (předchůdce pozdějšího předměstí Kožená). 8. září 1643 pak Brňané ve snaze znemožnit Švédům využití jakékoliv opory před hradbami, zapálili také klášter františkánů pod Petrovem. Následný požár se však rozšířil i na klášter františkánek sv. Josefa před Židovskou branou a poté zasáhl kostel sv. Petra a Pavla, přičemž zničil i proboštství, hřbitovní kapli, děkanství, kanovnické domy, dům vikářů, choralistů, knihovnu i archiv. Torstenson přemístil švédský tábor do Zábrdovic, ale k útoku na samotné Brno již nedošlo. Během tohoto období došlo mezi obránci Brna a jednotkami Švédska jen k několika menším bojům  protože již 9. září 1643 byly švédské jednotky odvolány na sever Německa, kde předtím dánské jednotky zaútočily na Švédy . Švédi se vrátili k Brnu 3. května 1645 (viz Obléhání Brna (1645)).